# Кімберлі Ваятт
Кімберлі Кей Ваятт (нар. 4 лютого 1982) — американська співачка, танцюристка, хореографка, акторка й телеведуча. Колишня учасниця поп / ритм-енд-блюз-гурту й танцювального ансамблю «Pussycat Dolls». Також учасниця дуету виконавців танцювальної музики «Her Majesty & the Wolves» разом зі Спенсером Незі.
З 2009 по 2014 рік Ваятт була суддею танцювального конкурсного шоу Sky1 «Повинні танцювати». У 2015 році виграла шоу «Зірковий мастершеф» BBC One, а наступного року стала амбасадоркою Bloch Dance World Cup. З 2019 року знімалася в серіалі CBBC «Майже ніколи», а у 2022 році брала участь у чотирнадцятому сезоні «Танців на льоду».

## Життєпис
Народилася у Ворренсбурзі, штат Міссурі, у містечку поблизу Канзас-Сіті, і має англійське, шотландське, німецьке та швейцарсько-німецьке походження. Почала танцювати у 7 років. У 14 років отримала стипендію на навчання в нью-йоркській балетній школі Джоффрі та Бродвейському центрі танцю. У 17 років закінчила середню школу та полетіла до Лас-Вегаса на прослуховування для шоу на круїзних лайнерах і в казино. Два роки працювала в ревю на круїзному лайнері Explorer of the Seas компанії Royal Caribbean.
У 2011 році Ваятт почала стосунки з моделлю Максом Роджерсом, заручилася у вересні 2013 року. У лютому 2014 року відбулась приватна церемонія одруження. У шлюбі народила трьох дітей. У жовтні 2019 року Ваятт розповіла, що пройшла процедуру стерилізації після народження третьої дитини. З 2010 року вона оселилася у Великій Британії та проживає з чоловіком у Сурреї.

## Кар'єра

### 2001—2010: Початок та «Pussycat Dolls»
У 2001 році Кімберлі Ваятт переїхала до Лос-Анджелеса, попри пропозицію від Hubbard St. Dance Co. У 2002 році Ваятт стала однією із танцюристок у комедійному скетч-шоу «Седрік-забавник представляє». У 2003 році вона була танцюристкою в кліпі Ніка Лачі на сингл «Shut Up». Робін Антін була хореографкою, і саме тоді вона запросила Ваятт приєднатися до «Pussycat Dolls». Ваятт виконувала шпагат у більшості музичних відео «Pussycat Dolls», який вона назвала коронним.
Перша вокальна роль Ваятт у «Pussycat Dolls» реалізувалася, коли вона записала кавер на хіт Джейн Чайлд «Don't Wanna Fall in Love» для подарункового видання їхнього другого альбому «Doll Domination». Після Джессіки Сатти, Ваятт стала другою учасницею, яка оголосила про намір покинути гурт. Свій вихід вона підтвердила журналу «Loaded». Вона сказала, що «Dolls» дав їй більше, ніж вона могла отримати раніше, і став чудовою платформою для допомоги в індустрії. Після виходу Ваятт продовжила роботу над низкою проєктів, зокрема як суддя в британському реаліті-шоу «Повинні танцювати».

### 2010—2018: «Повинні танцювати», «Her Majesty & the Wolves» і сольна музична кар'єра
У 2010 році Ваятт стала однією з трьох суддів танцювального шоу Sky1 «Повинні танцювати» разом з Ешлі Банджо та Адамом Гарсією. У вересні 2010 року оголосили, що «Повинні танцювати» повернеться на другий сезон. Того року вона також з'явилась в пісні Аггро Сантоса «Candy». «Candy» стала головною композицією фільму «Вуличні танці». Пісня посіла п'яте місце в UK Singles Chart, ставши дев'ятим хітом Ваятт у десятці найкращих у Великій Британії, включно з восьми (з двома першими місцями) у складі «Pussycat Dolls». У жовтні 2010 року оголосили, що Ваятт разом із Полою Абдул і Тревісом Пейном стали суддями шоу «Жити, щоб танцювати», американської версії «Повинні танцювати». Шоу транслювалося протягом одного сезону на CBS, і не отримало продовження. Тайо Круз виконав пісню «Higher» на телепередачі «Світанок» (ITV) і «Let's Dance» для BBC One разом з Ваятт, яка замінила Кайлі Міноуг.
У 2009 році Ваятт розповіла Digital Spy, що записує свій перший сольний альбом, і підтвердила, що над записом працювали репери Пол Волл і Baby Bash, а також продюсери з «The Cold Chamber», зокрема Мікаель. За її словами, вихід альбому планувався протягом року. Ваятт вперше виконала свій новий сингл «Derriere» в епізоді «Повинні танцювати» 24 лютого 2013 року. Станом на липень 2015 року альбом не вийшов.
У 2010 році Ваятт об'єдналася з колишнім учасником «Jupiter Rising» Спенсером Незі, утворивши гурт «Her Majesty & the Wolves». Їхній альбом «111» випустили у Великій Британії 11 липня 2011 року. 7 березня 2013 року Ваятт з'явилася в програмі Innuendo Bingo на BBC Radio 1. У жовтні 2014 року Ваятт випустила власний парфум «Kaydance».
У березні 2015 року було оголошено, що Ваятт візьме участь у шоу ITV «Візьми улюбленця додому», яке співпрацювало з Королівською спільнотою з запобігання жорстокого поводження з Бірмінгему. У липні 2015 року вона виграла в шоу «Зірковий мастершеф» на BBC One, обійшовши Сема Ніксона, Райлана Кларка, Скотта Маслена та Кіта Чегвіна.
У листопаді 2015 року Кімберлі Ваятт стала амбасадоркою шкільного спорту у Великій Британії для Молодіжного спортивного фонду, яке сприяє здоров'ю та добробуту молодих жінок за допомогою танців.

### 2019–дотепер: Возз'єднання «Pussycat Dolls»
У 2019 році Ваятт почала зніматися в серіалі CBBC «Майже ніколи». 29 листопада 2019 року, після кількох місяців припущень про можливе возз'єднання «Pussycat Dolls», Ваятт разом з Бачар, Робертс, Шерзінгер і Саттою підтвердили своє возз'єднання на радіо Heart, де вони також оголосили про тур, запланований на 2020 рік. Після цього відбувся живий виступ у фіналі «X-Фактор: Зірки», який включав попурі з попередніх синглів і їх нову пісню «React». Британський медіарегулятор Ofcom отримав понад 400 скарг від глядачів, які критикували виступ гурту за провокаційний характер. «React» вийшов у лютому 2020 року з помірним успіхом.
У жовтні 2021 року оголосили, що Ваятт стала учасницею чотирнадцятого сезону британського телешоу «Танці на льоду».

## Дискографія

### Сингли з участі Ваятт
| Назва                                                 | Рік  | Пікові позиції чартів | Пікові позиції чартів | Пікові позиції чартів | Пікові позиції чартів | Сертифікати   | Альбом          |
| Назва                                                 | Рік  | IRE                   | POL                   | SCO                   | UK                    | Сертифікати   | Альбом          |
| ----------------------------------------------------- | ---- | --------------------- | --------------------- | --------------------- | --------------------- | ------------- | --------------- |
| «Candy» (Аггро Сантос за участі Кімберлі Ваятт)       | 2010 | 14                    | 5                     | 4                     | 5                     | - BPI: Золото | AggroSantos.com |
| «Givin' It Up» (Пол Моррелл за участі Кімберлі Ваятт) | 2015 | –                     | –                     | –                     | –                     | –             | –               |

### Рекламні сингли
| Назва             | Рік  | Альбом(и) | Ref.   |
| ----------------- | ---- | --------- | ------ |
| «Not Just A Doll» | 2010 | –         | [ 32 ] |

### Поява в альбомах
| Назва                      | Рік  | Інші артисти   | Альбом(и)       | Ref.   |
| -------------------------- | ---- | -------------- | --------------- | ------ |
| «Don't Wanna Fall in Love» | 2008 | Pussycat Dolls | Doll Domination | [ 33 ] |
| «Speed of Light»           | 2016 | Bodybangers    | Bang the House  | [ 34 ] |

### Музичні кліпи
| Назва      | рік  | Зазначений інший виконавець(и). | Режисер(и)  | Ref.   |
| ---------- | ---- | ------------------------------- | ----------- | ------ |
| «Candy»    | 2010 | Аггро Сантос                    | Еміль Нава  | [ 35 ] |
| «Woman Up» | 2014 | Ешлі Робертс                    | Сіско Гомес | [ 36 ] |

## Фільмографія
| Рік       |    | Українська назва            | Оригінальна назва                | Роль                      |
| --------- | -- | --------------------------- | -------------------------------- | ------------------------- |
| 2002      | с  | Седрік-забавник представляє | Cedric the Entertainer Presents  | Танцюристка               |
| 2004      | ф  | Старскі і Гатч              | Starsky & Hutch                  | Танцюристка нічного клубу |
| 2004      | ф  | Із 13 в 30                  | 13 Going on 30                   | Танцюристка               |
| 2007—2011 | с  | Острів, повний драми        | Total Drama Island               | Кейті                     |
| 2009—2011 | с  | Бідний Пол                  | Poor Paul                        | Сійотанка                 |
| 2010—2011 | с  | Уперед - до успіху          | Big Time Rush                    | Кімберлі                  |
| 2015      | кф | Червона подушка             | The Red Pillow                   | Мелорі Роуз               |
| 2015      | ф  | Саморобний                  | Self Made                        | Тінкі                     |
| 2016      | с  | Вбивство в Саксессвілі      | Murder in Successville           | Помічниця                 |
| 2017      | с  |                             | The Keith and Paddy Picture Show | Пенні                     |
| 2019      | ф  |                             | Fallen Dream                     | Сандра                    |
| 2019—2020 | с  | Майже ніколи                | Almost Never                     | Саша                      |
| 2021      | ф  |                             | R.I.A.                           | Джесс                     |
| 2021      | с  | Вдома з Гарлі               | At Home with Hayley              | у ролі себе               |
| 2022      | с  | Знайомтесь із Річардсонами  | Meet the Richardsons             |                           |

## Визнання
| Рік  | Нагорода | Категорія                                         | Пісня       | Результат |
| ---- | -------- | ------------------------------------------------- | ----------- | --------- |
| 2007 | «Греммі» | Найкраще вокальне поп виконання дуетом або гуртом | «Stickwitu» | Номінація |